# Dimitrie Bulzan
Dimitrie Bulzan (n. 13 februarie 1875,  Birchiș, comitatul Arad, Regatul Ungariei – d. 2 martie 1943, Birchiș, Regatul României) a fost un deputat în Marea Adunare Națională de la Alba Iulia, organismul legislativ reprezentativ al „tuturor românilor din Transilvania, Banat și Țara Ungurească”, cel care a adoptat hotărârea privind Unirea Transilvaniei cu România, la 1 decembrie 1918.

## Biografie
Dimitrie Bulzan, născut la data de 13 februarie 1875 în comuna Birchiș, s-a distins în viață ca și agricultor, apoi economist și încetează din viață în ziua de 2 martie 1943 în locul său natal.:p. 36

## Activitatea politică
Ca deputat în Adunarea Națională din 1 decembrie 1918 a reprezentat ca delegat oficial  comuna Birchiș fiind ales de către Cercul Făget-Birchiș, județul Caraș-Severin. 